# Xã Staples, Quận Todd, Minnesota
Xã Staples (tiếng Anh: Staples Township) là một xã thuộc quận Todd, tiểu bang Minnesota, Hoa Kỳ. Năm 2010, dân số của xã này là 627 người.